# 아존

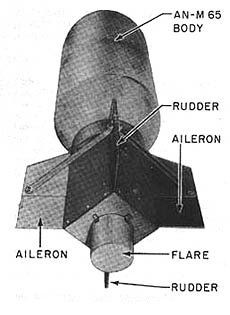
아존

아존(AZON 또는 Azon)은 "방위각 전용"(azimuth only)에서 유래한 것으로, 연합국이 배치한 독일의 프리츠 X와 동시대의 세계 최초의 유도 무기 중 하나였다.
공식적으로 VB-1("수직폭탄 1")로 명명된 이 폭탄은 제2차 세계 대전 후반에 좁은 나무 다리를 파괴하는 어려운 문제에 대한 해답으로 헨리 J. 랜드 소령과 토마스 J. 오도넬에 의해 발명되었다. 버마 철도의 대부분을 지원했다.
아존은 기본적으로 1,000lb(454kg)의 범용 AN-M65 폭탄으로, 원하는 유도 기능을 제공하여 수직 궤적을 조정할 수 있는 "꼬리 패키지"의 일부로 사각형 4핀 스타일 무선조종 수직 꼬리 날개 디자인을 갖추고 있다. 요 축에서 아존 장치에 측면 조향 기능을 제공한다(즉, 좌우로만 조향할 수 있고 피치나 낙하 속도를 변경할 수 없음을 의미). 이러한 피치 제어 기능이 없다는 것은 폭격수가 목표에 미치지 못하거나 벗어나지 않도록 폭탄 조준경으로 정확하게 발사해야 함을 의미했다. 일반적인 판금 고정 핀 대신 표준 폭탄 탄두에 볼트로 고정되는 "꼬리 패키지"이다. 이 개념은 JDAM, 페이브웨이 계열, KAB-500L 등과 같은 현대 유도 폭탄을 만드는 일반적인 방법의 초기 반복이었다. 즉, 유도 및 제어 장치를 꼬리에 부착되는 별도의 조각으로 만들고 /또는 표준 "철 폭탄"의 코를 유도 무기로 만든다. 아존 장치로 만든 폭탄의 추가 꼬리 패키지에는 자이로스코프가 장착되어 한 쌍의 보조 날개를 작동하여 롤 축에서 자동으로 안정시키고, 비례 제어 방향타를 작동하여 폭탄의 방향, 측면 조준 방향, 꼬리 표면 어셈블리의 대각선 지지대에 내장된 꼬리 장착 수신기 장치용 안테나를 직접 제어하는 무선 제어 시스템이 있었다. 폭탄의 수신기와 제어 시스템은 배터리 수명이 약 3분인 배터리로 구동되었다. 추가된 "테일 패키지"의 전체 설정은 1,500m(5,000피트) 낙하 높이에서 목표물까지 무기를 유도하는 데 충분했다. 폭탄의 꼬리 부분에는 눈에 띄는 연기 흔적을 남기는 600,000칸델라의 조명탄이 설치되어 있어 폭격수는 관제기에서 이를 관찰하고 제어할 수 있었다. 전투에 사용될 때는 수정된 Consolidated B-24 Liberator에서 떨어졌으며, 미국에서 아존의 초기 개발 테스트에서는 때때로 B-17 Flying Fortress를 플랫폼으로 사용했다. RAF Horsham St Faith에 기반을 둔 458th Bombardment Group의 약 10명의 승무원은 유럽 전역에서 사용할 장치를 투하하도록 훈련을 받았다.
방위각 방향으로만 폭탄의 경로를 제어할 수 있는 능력 덕분에 아존 폭탄은 교량이나 철도와 같이 길고 좁은 목표물에 가장 적합했다. 아존 폭탄 사용의 단점은 폭탄이 투하된 후 폭격수는 폭탄을 유도할 수 있도록 폭탄을 시야에 두어야 했기 때문에 폭격기가 즉시 무너질 수 없다는 점이었다. 폭격수는 BC-1156 조이스틱 컨트롤을 사용하여 코스를 왼쪽이나 오른쪽으로 조정했다. 방향 명령은 특수 목적의 무선 시스템을 통해 유도 패키지로 전송되었다.
493폭격대대(493rd Bomb Squadron)도 인도 판다베스와르 비행장(Pandaveswar Airfield)에 기반을 둔 비슷하게 개조된 B-24에서 1945년 초 버마에 아존 폭탄을 투하하여 상당한 성공을 거두어 이 무기 설계자의 원래 목적을 달성했다.

## 같이 보기
- 프리츠 X